# Slagsmål i gamla Stockholm
Slagsmål i gamla Stockholm è un cortometraggio del 1897 diretto da Alexandre Promio.
Primo film realizzato in Svezia, conosciuto anche con il titolo francese: Une bataille dans le vieux Stockholm

## Trama
Svezia del XVII secolo: sulla piazza principale con il pozzo nella vecchia Stoccolma due signore parlano tra di loro. Due soldati si avvicinano e iniziano a combattere. La guardia cittadina interviene per dividerli.